# Vestalaria venusta
Vestalaria venusta – gatunek ważki z rodziny świteziankowatych (Calopterygidae).